# 강원특별자치도의 행정 구역
강원특별자치도의 행정 구역은 2023년 현재 7개의 시, 11개의 군, 187개의 읍·면·동으로 이루어져 있다.

## 행정 구역
| 이름           | 한자           | 인구 (명) | 면적(km2) | 행정 지도 |
| -------------- | -------------- | --------- | --------- | --------- |
| 춘천시         | 春川市         | 269,723   | 1,116.64  |           |
| 원주시         | 原州市         | 313,479   | 867.36    |           |
| 강릉시         | 江陵市         | 218,637   | 1,039.82  |           |
| 동해시         | 東海市         | 95,289    | 180.07    |           |
| 태백시         | 太白市         | 51,043    | 303.52    |           |
| 속초시         | 束草市         | 84,315    | 105.30    |           |
| 삼척시         | 三陟市         | 72,599    | 1,186.05  |           |
| 홍천군         | 洪川郡         | 69,832    | 1,816.05  |           |
| 횡성군         | 橫城郡         | 44,359    | 997.71    |           |
| 영월군         | 寧越郡         | 40,556    | 1,127.46  |           |
| 평창군         | 平昌郡         | 43,675    | 1,464.16  |           |
| 인제군         | 麟蹄郡         | 31,691    | 1,646.36  |           |
| 정선군         | 旌善郡         | 41,133    | 1,219.58  |           |
| 철원군         | 鐵原郡         | 48,745    | 890.3     |           |
| 화천군         | 華川郡         | 24,191    | 909.1     |           |
| 양구군         | 楊口郡         | 21,747    | 700.85    |           |
| 고성군         | 高城郡         | 30,231    | 664.34    |           |
| 양양군         | 襄陽郡         | 27,986    | 628.90    |           |
| 강원특별자치도 | 江原特別自治道 | 1,543,555 | 16,874.59 |           |

## 미수복 지역
- 이천군
- 김화군[1]
- 통천군
- 회양군
- 평강군[2]

## 과거의 행정 구역

### 시급지방자치단체로 승격된 행정 구역
- 삼척군 황지읍, 삼척군 장성읍 - 1981년 7월 1일 태백시로 승격
- 삼척군 북평읍, 명주군 묵호읍 - 1980년 4월 1일 동해시로 승격

### 다른기초지방자치단체와 통합된 행정 구역
- 김화군(군사분계선 이남 지역) - 1963년 1월 1일 철원군에 통합. 단, 군사분계선 이북 지역은 이북5도위원회에서 명목상으로 존치시키고 있다.
- 춘천군(춘성군) - 1995년 1월 1일 춘천시와 통합
- 원주군(원성군) - 1995년 1월 1일 원주시와 통합
- 명주군 - 1995년 1월 1일 강릉시와 통합
- 삼척군 - 1995년 1월 1일 삼척시와 통합

### 다른광역지방자치단체로 이관된 행정 구역
- 울진군 - 1962년 12월 12일 경상북도로 이관
- 울릉군(울도군) - 1906년 경상남도로 이관되었다가 1914년 경상북도로 이관

## 같이 보기
- 강원도 (조선민주주의인민공화국)의 행정 구역